# Рудько Галина Юріївна
Галина Юріївна Рудько (нар. 21 вересня 1955, Київ) — українська вчена в галузі оптики напівпровідників і нанофізики. Докторка фізико-математичних наук, професорка, старша наукова співробітниця, доцентка. Академікиня АН вищої школи України за науковим відділенням фізики та астрономії (2017). Коло наукових інтересів: міжнаціональні відносини, патріотичне виховання, філософські проблеми освіти і виховання, методологія післядипломної освіти, філософія освітнього менеджменту в умовах децентралізації, методологія реформування освіти.

## Біографія
Галина Рудько народилася 21 вересня 1955 року в місті Київ, Українська РСР.
Закінчила Київський державний університет імені Тараса Шевченка за спеціальністю «Загальна фізика».
Кандидатську дисертацію захистила у 1983 році на тему «Нелінійна оптична активність в кристалах з центрами забарвлення», а докторську — у 2005 році на тему «Структурні перетворення та зміни енергетичного спектру в напівпровідникових матеріалах електроніки при легуванні та пониженні розмірності».
Учене звання старшої наукової співробітниці зі спеціальності фізика напівпровідників та діелектриків здобула у 1994 році, доцентки кафедри фізико-математичних наук — у 2005 році, професорки кафедри фізико-математичних наук — у 2017 році.

## Наукова діяльність
Авторка більш ніж 200 наукових публікацій. Індекс Гірша — 13. Підготувала двох кандидатів наук. Стаж науково-педагогічної роботи у закладах вищої освіти 23 роки. Галина Рудько працює в Національному університеті «Києво-Могилянська Академія» за сумісництвом з 1994 року.
Основні навчальні курси:
- «Загальна фізика»;
- «Механіка»;
- «Оптика»;
- «Фізика атома і атомних явищ»;
- Спеціальний курс «Спектроскопія твердого тіла» для студентів магістерської програми.

Працює у Київському національному університеті імені Тараса Шевченка за сумісництвом з 2005 року, де викладає спеціальні курси для студентів магістерської програми на радіофізичному факультеті.
Основні напрямки наукових досліджень:
- Механізми випромінювальної рекомбінації в напівпровідникових матеріалах та структурах з пониженою розмірністю;
- Оптичні дослідження спінових процесів у напівпровідникових наноструктурах;
- Нелінійні оптичні явища в лужно-галоїдних кристалах.

Співавторка підручників:
- Fediv V.I., Kulchynsky V.V., Olar O.I., Rudko G.Yu. Medical and biological physics. Fundamentals of atomic and nuclear physics in medicine.– Chernivtsi, Bukovinian State Medical University, 2019. – 114p.
- Fediv V.I., Kulchynsky V.V., Olar O.I., Rudko G.Yu. Medical and biological physics. Optical phenomena for medical diagnostics– Chernivtsi, Bukovinian State Medical University, 2019. – 156p.

Членкиня Ученої ради із захисту дисертацій в Інституті фізики напівпровідників НАН України.
Організаторка міжнародної наради UkrainianSwedish Workshop «Novel photonic materials based on III-V and II-VI alloys» 6-7 червня 2013, Національний університет «Києво-Могилянська академія» в Києві. Організаторка заходів (з української сторони) за програмою «NIS-NEST» project (contract no. FP6-2004-NEST-C-2-28964), що фінансувався Directorate General «Research» Європейської комісії в рамках Specific Programme NEST (New and Emerging Science and Technology) of the 6th Framework Programme of Research and Technology (FP6) of EU.

## Нагороди
- Медаль Академії Наук УРСР з премією для студентів вишів за цикл робіт з фізики рідких кристалів (1978);
- Стипендія для професорів від Шведської фундації Wenner-Grenn (2001-2002);
- Грамота Міністерства освіти України за підготовку переможця Всеукраїнського конкурсу студентських наукових робіт з природничих, технічних та гуманітарних наук 2007/2008 н.р. з напряму «Фізика»;
- Грамота Президії Національної академії наук України та Департаменту освіти і науки, молоді та спорту виконавчого органу Київської міської ради за підготовку учнів Київської Малої академії наук – переможців Всеукраїнського конкурсу-захисту науково-дослідних робіт учнів-членів Малої академії наук України (2016);
- Подяка за бездоганну багаторічну працю від Національного університету «Києво-Могилянська Академія» (2017).